# واکنش همولوگ‌شدن
در شیمی آلی، واکنش همولوگ‌شدن یا همولوگاسیون (به انگلیسی: Homologation)، هر واکنش شیمیایی است که واکنش‌دهنده را به عضو بعدی سری همولوگ تبدیل می‌کند. سری همولوگ گروهی از ترکیبات هستند که در یک واحد ثابت، معمولاً گروه متیلن (–CH
2–)، با هم تفاوت دارند. هنگامی که تعداد واحدهای ساختاری تکراری در مولکول‌ها افزایش می‌یابد، واکنش‌دهنده‌ها تحت همولوگ‌شدن قرار می‌گیرند. رایج‌ترین واکنش‌های همولوگ‌شدن باعث افزایش تعداد واحدهای متیلن (–CH
2–) زنجیره اشباع در مولکول می‌شود. به عنوان مثال، واکنش آلدهیدها یا کتون‌ها با دیازومتان یا متوکسی‌متیل‌تری‌فنیل‌فسفین برای ایجاد همولوگ بعدی در این سری.
نمونه‌هایی از واکنش‌های همولوگ‌شدن عبارتند از:
- سنتز کیلیانی-فیشر، که در آن یک مولکول آلدوز از طریق یک فرآیند سه مرحله ای، بلندتر می‌شود:
  1. افزایش هسته‌دوستی سیانید به کربونیل برای تشکیل سیانوهیدرین
  2. هیدرولیز برای تشکیل لاکتون
  3. کاهش برای تشکیل آلدوزِ همولوگ
- واکنش ویتیگِ یک آلدهید بامتوکسی‌متیل‌تری‌فنیل‌فسفین متوکسی‌متیل‌تری‌فنیل‌فسفین که یک آلدهیدِ همولوگ تولید می‌کند.
- واکنش آرنت–ایسترت مجموعه ای از واکنش‌های شیمیایی است که برای تبدیل یک کربوکسیلیک اسید به یک همولوگِ کربوکسیلیک اسید بالاتر (یعنی حاوی یک اتم کربن اضافی) طراحی شده‌است.
- همولوگ‌شدن استر کوالسکی، جایگزینی برای سنتز آرندت-ایسترت است. برای تبدیل استرهای β-آمینه از استرهای α-آمینه از طریق یک واسطه ینولات استفاده می‌شود.[۲]
- همولوگ‌شدن سیفرت–گیلبرت که در آن یک آلدهید به یک آلکین ترمینال تبدیل می‌شود و سپس دوباره به یک آلدهید هیدرولیز می‌شود.